# تخريب نفسي
التخريب النفسي الذي أطلقته سوزان هيدلى للطريقة المستخدمة للتلاعب بالألفاظ مع الناس وذلك من أجل الحصول على معلومات، وهو ما يشبه من الناحية العلمية ما يسمى بالهندسة الاجتماعية ولكن استخدامه أكثر شيوعًا من الناحية العلمية؛ حيث تم تطويره من قِبل هيدلى وذلك بسبب معرفتها التي اكتسبتها من خلال جلسات القرصنة مع محترفين شبكة الحاسوب مثل «كيفين متنيك ولويس دى باين».

## أمثلة الاستخدام
غالباً ما أعطت هيدلى المثال التالي لطرق استخدام التلاعب النفسى: لنفترض أن القراصنة كانوا بحاجة إلى الولوج والوصول إلى أحد أجهزة الحاسب العسكرى الشديدة السرية. يقوم بذلك عن طريق الحصول على اسم قائد القاعدة أو مسئول آخر رفيع المستوى أو ذو رتبة عالية ويكون باستطاعته الوصول إلى شبكة (دي إن إس) وهي «شبكة الهاتف العسكرية المنفصلة» ومن ثم الاتصال بمركز الحاسوب الذي يحتاج الوصول إليه والتي هي الأخرى في مكان مشدد بالحماية وذلك حيث الشخص الذي يجيب على الهاتف غالباً مايكون ذو رتبة منخفضة في التجنيد ويقول له مستخدماً التلاعب النفسى عن طريق انتحال شخصية رتبة عسكرية عليا «هذا هو الملازم هانسون الجنرال لايمكننى الوصول إلي حسابي، هل من الممكن أن أعرف السبب؟» وذلك باستخدام لهجة تهديد وصوتاً حاداً؛ مما يعنى أنه إذا كان لايمكننى الولوج على حسابه فوراً سيكون هناك تداعيات سلبية شديدة الصرامة، وعلى الأرجح الشخص الذي أجاب سئ الحظ لإجابته على الهاتف وليكون هو الضحية المستهدفة من قبل المتسلل ذو طريقة التلاعب النفسى واللفظى ومن ثم ينقلب وضع الجندى الضحية ليكون هو في وضع دفاعى لايريد شيئاً أكثر من استرضاء الجنرال الغاضب بأسرع ما يمكن (المتسلل)، ويتابع المخترق تلعثم الجندى في الهاتف ويعرف مستوى خوفه وهو يستمع للجندى الضحية حول أفضل طريقة للمضى قدماً؛ في نهاية المطاف يقترح القرصان المتسلل إنشاء حساب مؤقت للجنرال أو تغيير كلمة السر والتي تكون غالبا من اختيار القرصان ومن ثم يستطيع المخترق الولوج إلى الحاسوب العسكرى السرى، ولكن من المهم معرفة أن هذه الطريقة لم تعد تجدى نفعاً ويرجع الفضل لذلك إلى هيدلى؛ حيث قامت بتدريس هذه الطريقة في أواخر الثمانينات للوكلات العسكرية.

## الطرق العلمية
في حين أن أساليب الزريعة وما يسمى بالهندسة الاجتماعية تستدعى الحنكة أثناء المكالمة الهاتفية المجراه مع الضحية مع القليل من التخطيط والتفكير المسبق؛ كما تستند أيضا على مبادئ البرمجة اللغوية والعصبية وعلم النفس، وهذا ما يستخده المتسلل أو المهاجم بشكل عام بالإضافة إلى اختيار الكلمات المناسبة التي يجب استخدامها مع نبرة الصوت المناسبة.

## الأطروحة السرية
وقد أطلقت وزارة الدفاع أطروحة باسم «التلاعب النفسى للنظم الموثوقة» وذلك في عام 1984 ولكنها لم تر النور حتى الآن ولا يوجد معلومات حول هذا الموضوع خارج وثيقة هيدلى وندواتها الخاصة في هذا الموضوع أثناء الثمانينات في وكالة المخابرات المركزية التكنولوجية باسم جوانب خدع الجواسيس.